# Pomezní Boudy

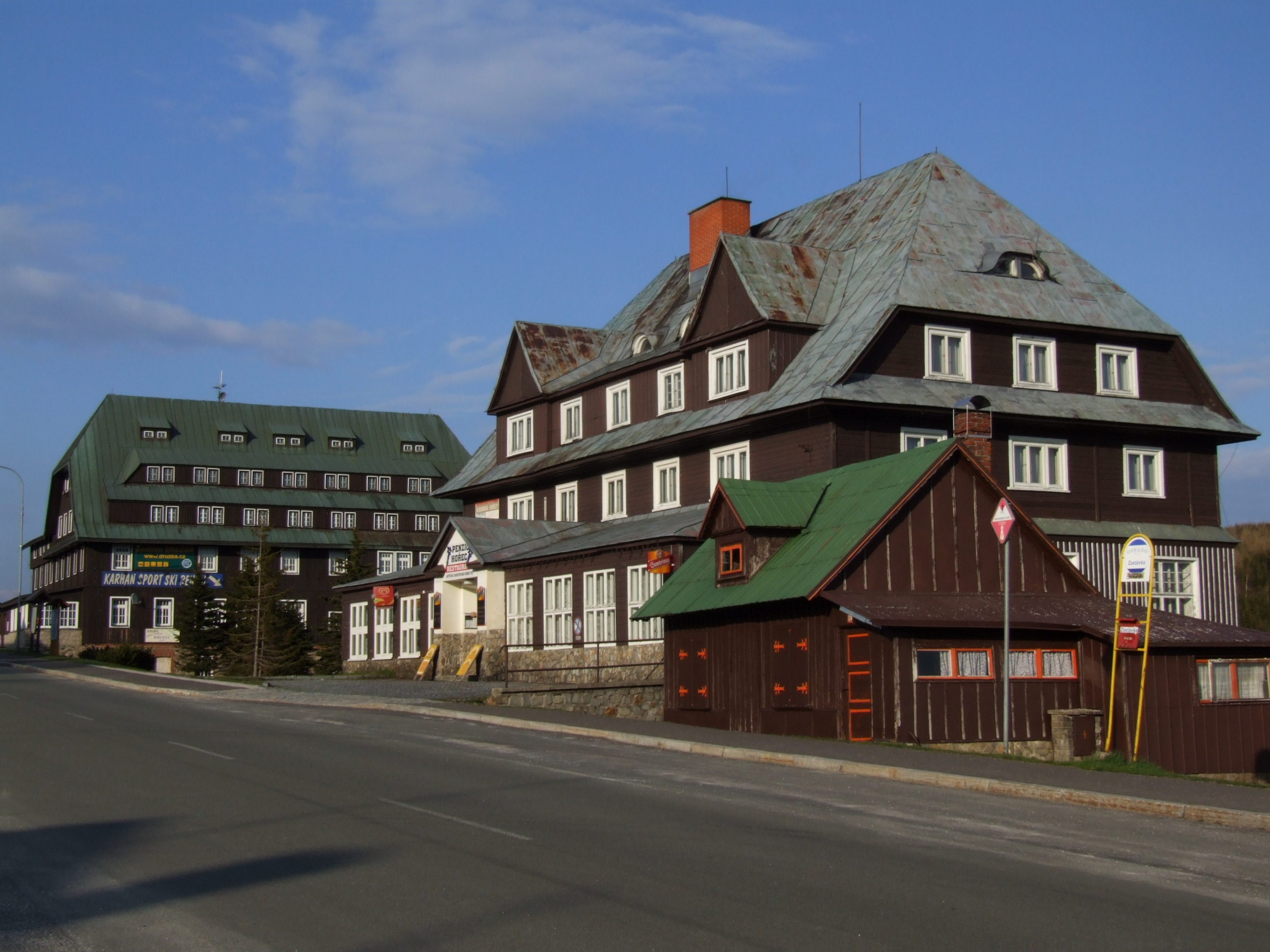
Pomezní Boudy - obiekty noclegowe przy granicy

 Pomezní Boudy  (niem. Grenzbauden) –  dawna wiejska osada przygraniczna w  Czechach, w kraju kralovohradeckim, obecnie część gminy wiejskiej Malá Úpa.
Mała przygraniczna osada położona jest we wschodniej części Karkonoszy na zachodnim zboczu Grzbietu Lasockiego na południe za Przełęczą Okraj. Osadę tworzy kilkanaście rozrzuconych zabudowań na zachodnim zboczu Grzbietu Lasockiego.
W górnej części osady położone było drogowe przejście graniczne Pomezní Boudy - Przełęcz Okraj. W pobliżu przejścia znajduje się kilka restauracji oraz obiektów noclegowych (m.in. schronisko Pomezní bouda).